# Härstensbosjön
Härstensbosjön är en sjö i Eksjö kommun i Småland och ingår i Emåns huvudavrinningsområde. Sjön är 8 meter djup, har en yta på 0,771 kvadratkilometer och är belägen 230 meter över havet. Sjön avvattnas av vattendraget Skiverstadån. Vid provfiske har bland annat abborre, braxen, gädda och karpfisk (obestämd) fångats i sjön.

## Delavrinningsområde
Härstensbosjön ingår i det delavrinningsområde (640063-145269) som SMHI kallar för Utloppet av Härstensbosjön. Avrinningsområdets medelhöjd är 277 meter över havet och ytan är 23,27 kvadratkilometer. Det finns inga delavrinningsområden uppströms utan avrinningsområdet är högsta punkten. Skiverstadån som avvattnar avrinningsområdet har biflödesordning 3, vilket innebär att vattnet flödar genom totalt 3 vattendrag innan det når havet efter 196 kilometer. Delavrinningsområdet består mestadels av skog (74 procent) och jordbruk (11 procent). Avrinningsområdet har 0,76 kvadratkilometer vattenytor vilket ger det en sjöprocent på 3,2 procent.

## Fisk
Vid provfiske har följande fisk fångats i sjön:
- Abborre
- Braxen
- Gädda
- Karpfisk obestämd
- Mört
- Sutare